# Paul Bouts
Pour les articles homonymes, voir Bouts.
 (novembre 2021).
Si vous disposez d'ouvrages ou d'articles de référence ou si vous connaissez des sites web de qualité traitant du thème abordé ici, merci de compléter l'article en donnant les références utiles à sa vérifiabilité et en les liant à la section « Notes et références ».
Paul Bouts (1900-1999) est un phrénologue et un pédagogue belge. 

## Biographie
Né dans la province du Limbourg, il fut ordonné prêtre catholique en 1926. Dans l'équipe pédagogique de l'École normale (académie pédagogique) de Tirlemont, en Belgique, où il enseigna à partir de 1924, il se spécialisa dans les études caractérologiques et conçut une nouvelle méthode d'analyse des caractères, la Psychognomie, fondée en grande partie sur la phrénologie et combinée avec la typologie et la graphologie. C'est ce qui le conduisit à l'œuvre de sa vie, La Psychognomie, qui fut ensuite traduite en néerlandais et en portugais. Ses théories ont été développées dans des instituts spécialisés qui ont été fondés à Rio de Janeiro (Brésil), et à Chicoutimi (Québec). Il poursuivit ses recherches dans le domaine de la paléoanthropologie avec Les Grandioses Destinées Individuelle et Humaine dans la Lumière de la Caractérologie et de l'Évolution cérébro-crânienne. Dans cet ouvrage, il développa un regard téléologique et orthogénétique sur une évolution perfectionnante, à partir des formes de crâne de l'homme du paléolithique, qu'il considérait comme encore répandues chez les criminels et les sauvages, vers une perfection à venir.
Après la Seconde Guerre mondiale, Bouts connut de graves problèmes de santé dus à sa surcharge de travail. Ils l'amenèrent à étudier un mode de vie sain, qu'il décrivit dans son ouvrage Hygiène Moderne des Intellectuels, publié en néerlandais sous le titre Ik ben nooit moe (i.e. je ne suis jamais fatigué). Il soulignait l'importance d'une nourriture saine et hygiénique et du maintien de la capacité respiratoire par l'exercice. L'adoption de ce mode de vie sain lui permit de retrouver toute sa force et de mener une vie productive jusqu'à l'âge de 99 ans.
En 1967, il s'établit sur la colline boisée de Middelberg à Rotselaar, (dans le Brabant flamand, à 35 km à l'est de Bruxelles), où il construisit le Sint-Pauluscentrum, ainsi qu'un magasin de produits de régime appelé Sol & Vita. Il continua à publier un certain nombre de travaux religieux, comme Onze overheerlijke lotsbestemming, het Paradijs (i.e. Notre destin merveilleux, le Paradis,).
Paul Bouts était également détenteur de plusieurs brevets  d'invention.